# Pecica
Pecica (rumænsk udtale: ˈpet͡ʃʲ.ka; ungarsk: Pécska}; tysk: Petschka; serbisk: Печка/Pečka) er en by i distriktet Arad i Rumænien. I oldtiden var det en Daciansk fæstning kaldet Ziridava og er i dag et vigtigt arkæologisk sted. Den ligger lige nord for floden Mureş, 25 km vest for byen Arad, og fik byrettigheder i 2004. Dens administrative område strækker sig ind i Arad-plateauet. Byen administrerer tre landsbyer: Bodrogu Vechi (Óbodrog), Sederhat (Szederhát) og Turnu (Tornya).
Pecica har 11.950 (2021) indbyggere.

## Historie
På grund af de mange arkæologiske fund i området blev en vigtig historisk periode, kendt som Periam-Pecica-kulturen (en), opkaldt efter bebyggelsen. Historien om lokaliteterne Pecica, Bodrogu Vechi, Sederhat og Turnu er tæt forbundet med de begivenheder, der har gjort hele Arad-plateauet til et betydningsfuldt område.
Den første dokumneterede omtale af lokaliteten går tilbage til 1335, hvor den var kendt som Petk. Sederhat blev først registreret i 1913, Turnu i 1333 under navnet Mok, mens Bodrogu Vechi blev registreret i 1422 under navnet Bodruch. Den har en kompleks politisk historie med perioder med Osmannisks styre, perioder med Habsburgermonarkiet, Kongeriget Ungarn og Kongeriget Rumænien. Efter Det østrig-ungarske kompromis i 1867 blev den en del af Kongeriget Ungarn inden for Østrig-Ungarn indtil Trianon-traktaten. Siden da har byen været en del af Rumænien.